# Чемпіонат світу з футболу серед жінок 2011
Чемпіонат світу з футболу серед жінок 2011 — шостий чемпіонат світу з футболу серед жінок, що проходив у Німеччині з 26 червня по 17 липня 2011 року.
Як і на попередньому чемпіонаті, в турнірі брали участь 16 збірних. Німеччина як країна-організатор змагання кваліфікувалася до фінальної частини автоматично. Решта почали кваліфікацію в 2009 і 2010 році.
Переможцем чемпіонату вперше в своїй історії стала збірна Японії, яка здолала по ходу турніру і господинь першості, які виграли два попередні чемпіонату світу, і двох інших фаворитів: збірні Швеції та США.

## Вибір місця проведення

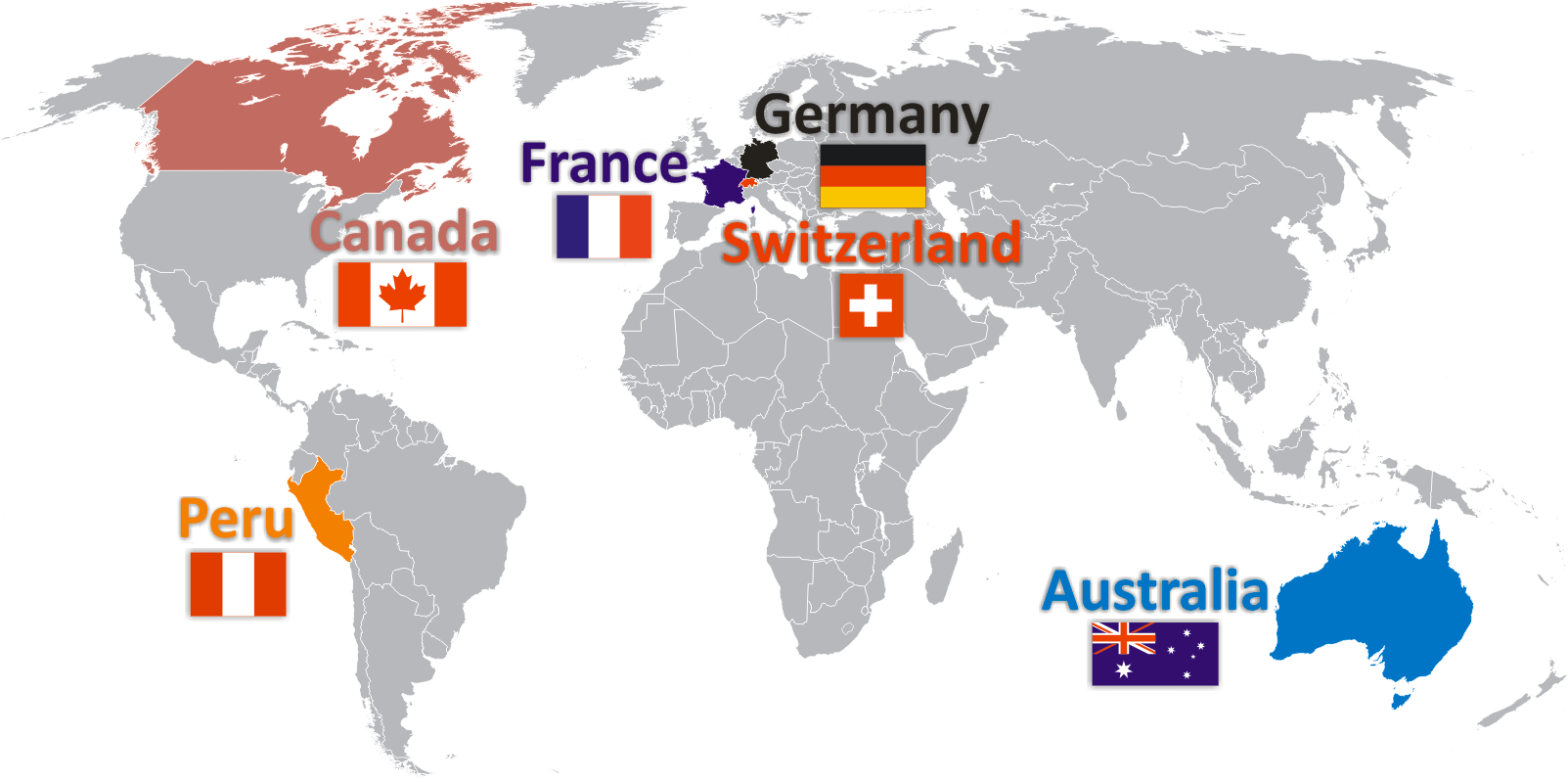
Шість кандидатів

Шість країн, Австралія, Канада, Франція, Німеччина, Перу та Швейцарія, заявили про своє бажання провести чемпіонат світу 2011 року. Німецький футбольний союз підтвердив свої плани на проведення турніру 26 січня 2006 року. Цю пропозицію також підтримала німецька канцлер Ангела Меркель.
Швейцарія зняла свою кандидатуру 29 травня 2007 року, пояснюючи це тим, що європейський футбол зосереджений на Франції та Німеччині, і Швейцарія не має шансів в боротьбі з цими країнами. 27 серпня того ж року Франція також зняла свою кандидатуру. За повідомленнями ЗМІ, це було зроблено в обмін на підтримку Німеччиною їхньої заявки на проведення чоловічого Чемпіонату Європи з футболу 2016. Трохи пізніше Австралія (12 жовтня 2007) та Перу (17 жовтня 2007) також добровільно відмовились від попередніх намірів. Залишилося двоє кандидатів: Канада та Німеччина. 30 жовтня 2007 року виконавчий комітет ФІФА в Цюриху ухвалив рішення, що чемпіонат світу 2011 серед жінок пройде в Німеччині.

## Стадіони
Після отримання права на проведення турніру цього Німецький футбольний союз призначила вибори німецьких міст, готових прийняти цей турнір. Кандидатури дванадцяти відібраних міст були передані до ФІФА в серпні 2007 року. 30 вересня 2008 року, виконавчий комітет Німецький футбольний союз вирішив використовувати дев'ять стадіонів для проведення турніру.
Для відкриття чемпіонату світу був обраний Олімпійський стадіон у Берліні, де 2006 року відбувся фінал чоловічого чемпіонату світу з футболу. Півфінали пройшли на стадіонах «Боруссія Парк» (Менхенгладбах) і «Коммерцбанк-Арена» (Франкфурт-на-Майні). На останньому також пройшов фінал турніру. Матч за третє місце приймала «Рейн-Некар-Арена» в Зінсгаймі.
| Берлін             | Франкфурт-на-Майні | Бохум | Менхенгладбах | Зінсгайм            |
| ------------------ | --- | --- | --- | ------------------- |
| «Олімпійський»     | «Коммерцбанк-Арена» | «Воновія Рурштадіон» | «Боруссія Парк» | «Рейн-Некар-Арена»  |
| Місткість: 73,680  | Місткість: 48,837 | Місткість: 20,556 | Місткість: 45,860 | Місткість: 30,150   |
|                    | | | |                     |
| Леверкузен         | Аугсбург Берлін Бохум Дрезден Франкфурт-на-Майні Леверкузен Менхенгладбах Зінсгайм ВольфсбургЧемпіонат світу з футболу серед жінок 2011 (Німеччина) | Аугсбург Берлін Бохум Дрезден Франкфурт-на-Майні Леверкузен Менхенгладбах Зінсгайм ВольфсбургЧемпіонат світу з футболу серед жінок 2011 (Німеччина) | Аугсбург Берлін Бохум Дрезден Франкфурт-на-Майні Леверкузен Менхенгладбах Зінсгайм ВольфсбургЧемпіонат світу з футболу серед жінок 2011 (Німеччина) | Вольфсбург          |
| «БайАрена»         | Аугсбург Берлін Бохум Дрезден Франкфурт-на-Майні Леверкузен Менхенгладбах Зінсгайм ВольфсбургЧемпіонат світу з футболу серед жінок 2011 (Німеччина) | Аугсбург Берлін Бохум Дрезден Франкфурт-на-Майні Леверкузен Менхенгладбах Зінсгайм ВольфсбургЧемпіонат світу з футболу серед жінок 2011 (Німеччина) | Аугсбург Берлін Бохум Дрезден Франкфурт-на-Майні Леверкузен Менхенгладбах Зінсгайм ВольфсбургЧемпіонат світу з футболу серед жінок 2011 (Німеччина) | «Фольксваген Арена» |
| Місткість: 29,708  | Аугсбург Берлін Бохум Дрезден Франкфурт-на-Майні Леверкузен Менхенгладбах Зінсгайм ВольфсбургЧемпіонат світу з футболу серед жінок 2011 (Німеччина) | Аугсбург Берлін Бохум Дрезден Франкфурт-на-Майні Леверкузен Менхенгладбах Зінсгайм ВольфсбургЧемпіонат світу з футболу серед жінок 2011 (Німеччина) | Аугсбург Берлін Бохум Дрезден Франкфурт-на-Майні Леверкузен Менхенгладбах Зінсгайм ВольфсбургЧемпіонат світу з футболу серед жінок 2011 (Німеччина) | Місткість: 26,062   |
|                    | Аугсбург Берлін Бохум Дрезден Франкфурт-на-Майні Леверкузен Менхенгладбах Зінсгайм ВольфсбургЧемпіонат світу з футболу серед жінок 2011 (Німеччина) | Аугсбург Берлін Бохум Дрезден Франкфурт-на-Майні Леверкузен Менхенгладбах Зінсгайм ВольфсбургЧемпіонат світу з футболу серед жінок 2011 (Німеччина) | Аугсбург Берлін Бохум Дрезден Франкфурт-на-Майні Леверкузен Менхенгладбах Зінсгайм ВольфсбургЧемпіонат світу з футболу серед жінок 2011 (Німеччина) |                     |
| Дрезден            | Аугсбург Берлін Бохум Дрезден Франкфурт-на-Майні Леверкузен Менхенгладбах Зінсгайм ВольфсбургЧемпіонат світу з футболу серед жінок 2011 (Німеччина) | Аугсбург Берлін Бохум Дрезден Франкфурт-на-Майні Леверкузен Менхенгладбах Зінсгайм ВольфсбургЧемпіонат світу з футболу серед жінок 2011 (Німеччина) | Аугсбург Берлін Бохум Дрезден Франкфурт-на-Майні Леверкузен Менхенгладбах Зінсгайм ВольфсбургЧемпіонат світу з футболу серед жінок 2011 (Німеччина) | Аугсбург            |
| «Глюксгаз-Штадіон» | Аугсбург Берлін Бохум Дрезден Франкфурт-на-Майні Леверкузен Менхенгладбах Зінсгайм ВольфсбургЧемпіонат світу з футболу серед жінок 2011 (Німеччина) | Аугсбург Берлін Бохум Дрезден Франкфурт-на-Майні Леверкузен Менхенгладбах Зінсгайм ВольфсбургЧемпіонат світу з футболу серед жінок 2011 (Німеччина) | Аугсбург Берлін Бохум Дрезден Франкфурт-на-Майні Леверкузен Менхенгладбах Зінсгайм ВольфсбургЧемпіонат світу з футболу серед жінок 2011 (Німеччина) | «Аугсбург Арена»    |
| Місткість: 25,582  | Аугсбург Берлін Бохум Дрезден Франкфурт-на-Майні Леверкузен Менхенгладбах Зінсгайм ВольфсбургЧемпіонат світу з футболу серед жінок 2011 (Німеччина) | Аугсбург Берлін Бохум Дрезден Франкфурт-на-Майні Леверкузен Менхенгладбах Зінсгайм ВольфсбургЧемпіонат світу з футболу серед жінок 2011 (Німеччина) | Аугсбург Берлін Бохум Дрезден Франкфурт-на-Майні Леверкузен Менхенгладбах Зінсгайм ВольфсбургЧемпіонат світу з футболу серед жінок 2011 (Німеччина) | Місткість: 24,661   |
|                    | Аугсбург Берлін Бохум Дрезден Франкфурт-на-Майні Леверкузен Менхенгладбах Зінсгайм ВольфсбургЧемпіонат світу з футболу серед жінок 2011 (Німеччина) | Аугсбург Берлін Бохум Дрезден Франкфурт-на-Майні Леверкузен Менхенгладбах Зінсгайм ВольфсбургЧемпіонат світу з футболу серед жінок 2011 (Німеччина) | Аугсбург Берлін Бохум Дрезден Франкфурт-на-Майні Леверкузен Менхенгладбах Зінсгайм ВольфсбургЧемпіонат світу з футболу серед жінок 2011 (Німеччина) |                     |

## Учасники
На турнір були кваліфіковані 16 команд.
| - КАФ - Екваторіальна Гвінея - Нігерія - АФК - Австралія - Японія - Північна Корея - КОНМЕБОЛ - Бразилія - Колумбія - ОФК - Нова Зеландія | - УЄФА - Англія - Франція - Німеччина (країна-господар) - Норвегія - Швеція - КОНКАКАФ - Канада - Мексика - США |

## Груповий раунд
Час усіх матчів — місцевий UTC+2

### Група A

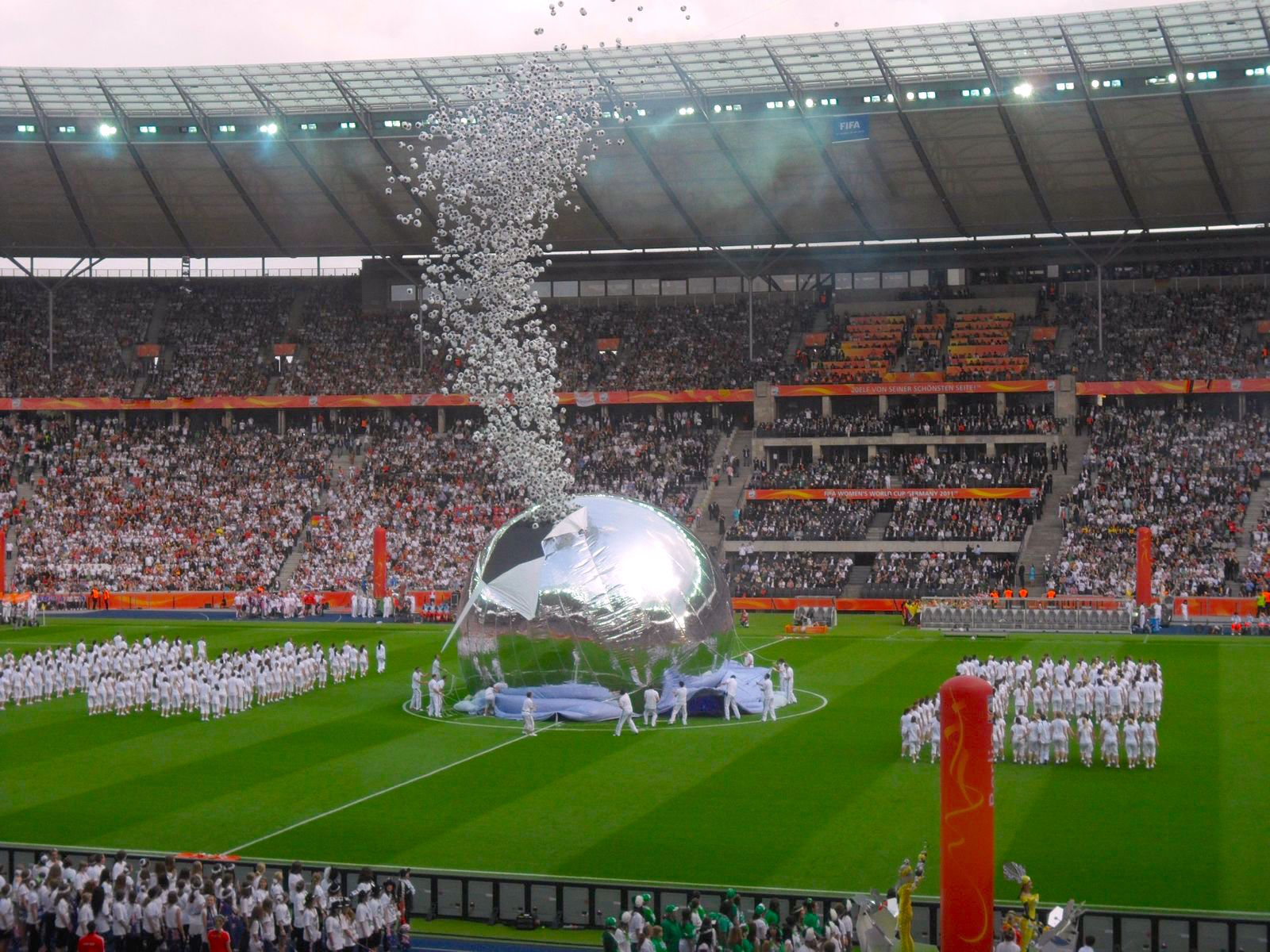
Церемонія відкриття турніру

| Команда   | І | В | Н | П | МЗ | МП | МР | О |
| --------- | - | - | - | - | -- | -- | -- | - |
| Німеччина | 3 | 3 | 0 | 0 | 7  | 3  | +4 | 9 |
| Франція   | 3 | 2 | 0 | 1 | 7  | 4  | +3 | 6 |
| Нігерія   | 3 | 1 | 0 | 2 | 1  | 2  | −1 | 3 |
| Канада    | 3 | 0 | 0 | 3 | 1  | 7  | −6 | 0 |

| 26 червня 2011 15:00 |

| Нігерія | 0–1      | Франція |
| ------- | -------- | ------- |
|         | Протокол |         |

| «Рейн-Некар-Арена», Зінсгайм Глядачів: 25,475 |

| 26 червня 2011 18:00 |

| Німеччина | 2–1      | Канада |
| --------- | -------- | ------ |
|           | Протокол |        |

| «Олімпійський», Берлін Глядачів: 73,680 |

| 30 червня 2011 18:00 |

| Канада | 0–4      | Франція |
| ------ | -------- | ------- |
|        | Протокол |         |

| «Воновія Рурштадіон», Бохум Глядачів: 16,591 |

| 30 червня 2011 20:45 |

| Німеччина | 1–0      | Нігерія |
| --------- | -------- | ------- |
|           | Протокол |         |

| «Коммерцбанк-Арена», Франкфурт-на-Майні Глядачів: 48,817 |

| 5 липня 2011 20:45 |

| Франція | 2–4      | Німеччина |
| ------- | -------- | --------- |
|         | Протокол |           |

| «Боруссія Парк», Менхенгладбах Глядачів: 45,867 |

| 5 липня 2011 20:45 |

| Канада | 0–1      | Нігерія |
| ------ | -------- | ------- |
|        | Протокол |         |

| «Глюксгаз-Штадіон», Дрезден Глядачів: 13,638 |

### Група B
| Команда       | І | В | Н | П | МЗ | МП | МР | О |
| ------------- | - | - | - | - | -- | -- | -- | - |
| Англія        | 3 | 2 | 1 | 0 | 5  | 2  | +3 | 7 |
| Японія        | 3 | 2 | 0 | 1 | 6  | 3  | +3 | 6 |
| Мексика       | 3 | 0 | 2 | 1 | 3  | 7  | −4 | 2 |
| Нова Зеландія | 3 | 0 | 1 | 2 | 4  | 6  | −2 | 1 |

| 27 червня 2011 15:00 |

| Японія | 2–1      | Нова Зеландія |
| ------ | -------- | ------------- |
|        | Протокол |               |

| «Воновія Рурштадіон», Бохум Глядачів: 12,538 |

| 27 червня 2011 18:00 |

| Мексика | 1–1      | Англія |
| ------- | -------- | ------ |
|         | Протокол |        |

| «Фольксваген Арена», Вольфсбург Глядачів: 18,702 |

| 1 липня 2011 15:00 |

| Японія | 4–0      | Мексика |
| ------ | -------- | ------- |
|        | Протокол |         |

| «БайАрена», Леверкузен Глядачів: 22,291 |

| 1 липня 2011 18:15 |

| Нова Зеландія | 1–2      | Англія |
| ------------- | -------- | ------ |
|               | Протокол |        |

| «Глюксгаз-Штадіон», Дрезден Глядачів: 19,110 |

| 5 липня 2011 18:15 |

| Англія | 2–0      | Японія |
| ------ | -------- | ------ |
|        | Протокол |        |

| «Аугсбург Арена», Аугсбург Глядачів: 20,777 |

| 5 липня 2011 18:15 |

| Нова Зеландія | 2–2      | Мексика |
| ------------- | -------- | ------- |
|               | Протокол |         |

| «Рейн-Некар-Арена», Зінсгайм Глядачів: 20,451 |

### Група C
| Команда        | І | В | Н | П | МЗ | МП | МР | О |
| -------------- | - | - | - | - | -- | -- | -- | - |
| Швеція         | 3 | 3 | 0 | 0 | 4  | 1  | +3 | 9 |
| США            | 3 | 2 | 0 | 1 | 6  | 2  | +4 | 6 |
| Північна Корея | 3 | 0 | 1 | 2 | 0  | 3  | −3 | 1 |
| Колумбія       | 3 | 0 | 1 | 2 | 0  | 4  | −4 | 1 |

| 28 червня 2011 15:00 |

| Колумбія | 0–1      | Швеція |
| -------- | -------- | ------ |
|          | Протокол |        |

| «БайАрена», Леверкузен Глядачів: 21,106 |

| 28 червня 2011 18:15 |

| США | 2–0      | Північна Корея |
| --- | -------- | -------------- |
|     | Протокол |                |

| «Глюксгаз-Штадіон», Дрезден Глядачів: 21,859 |

| 2 липня 2011 14:00 |

| Північна Корея | 0–1      | Швеція |
| -------------- | -------- | ------ |
|                | Протокол |        |

| «Аугсбург Арена», Аугсбург Глядачів: 23,768 |

| 2 липня 2011 18:00 |

| США | 3–0      | Колумбія |
| --- | -------- | -------- |
|     | Протокол |          |

| «Рейн-Некар-Арена», Зінсгайм Глядачів: 25,475 |

| 6 липня 2011 20:45 |

| Швеція | 2–1      | США |
| ------ | -------- | --- |
|        | Протокол |     |

| «Фольксваген Арена», Вольфсбург Глядачів: 23,468 |

| 6 липня 2011 20:45 |

| Північна Корея | 0–0      | Колумбія |
| -------------- | -------- | -------- |
|                | Протокол |          |

| «Воновія Рурштадіон», Бохум Глядачів: 7,805 |

### Група D
| Команда              | І | В | Н | П | МЗ | МП | МР | О |
| -------------------- | - | - | - | - | -- | -- | -- | - |
| Бразилія             | 3 | 3 | 0 | 0 | 7  | 0  | +7 | 9 |
| Австралія            | 3 | 2 | 0 | 1 | 5  | 4  | +1 | 6 |
| Норвегія             | 3 | 1 | 0 | 2 | 2  | 5  | −3 | 3 |
| Екваторіальна Гвінея | 3 | 0 | 0 | 3 | 2  | 7  | −5 | 0 |

| 29 червня 2011 15:00 |

| Норвегія | 1–0      | Екваторіальна Гвінея |
| -------- | -------- | -------------------- |
|          | Протокол |                      |

| «Аугсбург Арена», Аугсбург Глядачів: 12,928 |

| 29 червня 2011 18:15 |

| Бразилія | 1–0      | Австралія |
| -------- | -------- | --------- |
|          | Протокол |           |

| «Боруссія Парк», Менхенгладбах Глядачів: 27,258 |

| 3 липня 2011 14:00 |

| Австралія | 3–2      | Екваторіальна Гвінея |
| --------- | -------- | -------------------- |
|           | Протокол |                      |

| «Воновія Рурштадіон», Бохум Глядачів: 15,640 |

| 3 липня 2011 18:15 |

| Бразилія | 3–0      | Норвегія |
| -------- | -------- | -------- |
|          | Протокол |          |

| «Фольксваген Арена», Вольфсбург Глядачів: 26,067 |

| 6 липня 2011 18:00 |

| Екваторіальна Гвінея | 0–3      | Бразилія |
| -------------------- | -------- | -------- |
|                      | Протокол |          |

| «Коммерцбанк-Арена», Франкфурт-на-Майні Глядачів: 35,859 |

| 6 липня 2011 18:00 |

| Австралія | 2–1      | Норвегія |
| --------- | -------- | -------- |
|           | Протокол |          |

| «БайАрена», Леверкузен Глядачів: 18,474 |

## Плей-оф
|  | Чвертьфінали         | Чвертьфінали                  |                               |         | Півфінали   | Півфінали   |  |  | Фінал               | Фінал |
|  |                      |                               |                               |         |             |             |  |  |                     |       |
|  | 9 липня — Вольфсбург |                               |                               |         |             |             |  |  |                     |       |
|  |                      |                               |                               |         |             |             |  |  |                     |       |
|  | Німеччина            | 0                             |                               |         |             |             |  |  |                     |       |
|  | Німеччина            | 0                             | 13 липня — Франкфурт-на-Майні |         |             |             |  |  |                     |       |
|  | Японія (дч)          | 1                             |                               |         |             |             |  |  |                     |       |
|  | Японія (дч)          | 1                             | Японія                        | 3       |             |             |  |  |                     |       |
|  | 10 липня — Аугсбург  |                               | Японія                        | 3       |             |             |  |  |                     |       |
|  |                      | Швеція                        | 1                             |         |             |             |  |  |                     |       |
|  | Швеція               | Швеція                        | 1                             | 3       |             |             |  |  |                     |       |
|  | Швеція               |                               | 17 липня — Франкфурт-на-Майні | 3       |             |             |  |  |                     |       |
|  | Австралія            | 1                             |                               |         |             |             |  |  |                     |       |
|  | Австралія            | 1                             | Японія (пен. )                | 2 (3)   |             |             |  |  |                     |       |
|  | 9 липня — Леверкузен |                               | Японія (пен. )                | 2 (3)   |             |             |  |  |                     |       |
|  |                      | США                           | 2 (1)                         |         |             |             |  |  |                     |       |
|  | Англія               | США                           | 2 (1)                         | 1 (3)   |             |             |  |  |                     |       |
|  | Англія               | 13 липня — Франкфурт-на-Майні |                               | 1 (3)   |             |             |  |  |                     |       |
|  | Франція (пен. )      | 1 (4)                         |                               |         |             |             |  |  |                     |       |
|  | Франція (пен. )      | 1 (4)                         | Франція                       | 1       | Третє місце | Третє місце |  |  |                     |       |
|  | 10 липня — Дрезден   |                               | Франція                       | 1       | Третє місце | Третє місце |  |  |                     |       |
|  |                      | США                           | 3                             |         |             |             |  |  |                     |       |
|  | Бразилія             | США                           | 3                             | 2 (3)   | Швеція      | 2           |  |  |                     |       |
|  | Бразилія             |                               |                               | 2 (3)   | Швеція      | 2           |  |  |                     |       |
|  | США (пен. )          | 2 (5)                         |                               | Франція | 1           |             |  |  |                     |       |
|  | США (пен. )          | 2 (5)                         |                               |         | 1           |             |  |  |                     |       |
|  |                      |                               |                               |         |             |             |  |  | 16 липня — Зінсгайм |       |
|  |                      |                               |                               |         |             |             |  |  |                     |       |